# Nadine-Josette Chaline
Pour les articles homonymes, voir Chaline.
Nadine-Josette Chaline, née Pelletier en 1938, est une historienne française contemporaine, spécialiste d'histoire religieuse, en particulier les chrétiens en France.

## Biographie
Épouse de Jean-Pierre Chaline, lui-même historien (spécialiste du XIXe siècle), et mère d'Olivier Chaline, historien spécialiste notamment de l'Europe centrale à l'époque baroque, et de 2 filles, elle est aussi grand mère et arrière grand mère. Docteur d'État en histoire (1983), elle a enseigné à l'Université de Picardie Jules-Verne. Elle est membre depuis 1976 de l'Académie des sciences, belles-lettres et arts de Rouen — qu'elle préside en 1985.
De 1993 à 1996, elle préside l'Association française d'histoire religieuse contemporaine.

## Principaux ouvrages
- Le Diocèse de Rouen-Le Havre, Paris, Éditions Beauchesne, 1976, 332 p. ;
- (avec André Fouré) Hier, une Chrétienté ? Les archevêques de Rouen visitent leur diocèse, Rouen, Société de l'histoire de Normandie, 1978, 219 p. ;
- Des catholiques normands sous la Troisième République, Le Coteau, Horvath, 1985  (ISBN 2-7171-0359-7), prix Yvan-Loiseau de l’Académie française en 1986 ;
- (dir.) Chrétiens dans la Première Guerre mondiale  (préf. Michel Mollat du Jourdin), Paris, Éditions du Cerf, 1993, 201 p. (ISBN 2204047961)
- L'Enseignement catholique en France aux XIXe et XXe siècles, sous la direction de, Cerf, 1995 ;
- Carmes et Carmélites en France du XVIIe siècle à nos jours, en collaboration, Cerf, 2001 ;
- Jean Lecanuet. Témoignages de François Bayrou et Dominique Baudis, en collaboration, Beauchesne, 2003  (ISBN 2701014050) ;
- Gardiens de la mémoire. Les monuments aux morts de la Grande Guerre dans l'Allier (avec la collaboration de Daniel Moulinet), Yzeure, 2008  (ISBN 2-9518027-3-0) ;
- Émile Guillaumin : Paysan-écrivain bourbonnais, soldat de la Grande Guerre, Paris, Presses de l'Université Paris-Sorbonne, 2014, 408 p., ill. (prix Allen 2015)  (ISBN 978-2-84050-963-9) Publication annotée de la correspondance de guerre d'Émile Guillaumin.
- Empêcher la guerre : Le pacifisme du début du XIXe siècle à la veille de la Seconde Guerre mondiale, Encrage, 2015, 248 p. (ISBN 978-2-36058-061-3)

## Distinctions
- Chevalière de la Légion d'honneur (décret du 9 avril 2004)
- Chevalière de l'ordre national du Mérite
- Officière de l'ordre des Palmes académiques